# Гамбија на Светском првенству у атлетици на отвореном 2011.
Гамбија је учествовала на 13. Светском првенству у атлетици на отвореном 2011. одржаном у Тегу од 27—4. септембра тринаести пут, односно учествовала је на свим првенствима до данас. Репрезентацију Гамбије представљала су 2 такмичара (1 мушкарац и 1 жена) који су се такмичили у 2 дисциплине (1 мушка и 1 женска). , 
На овом првенству Гамбија није освојила ниједну медаљу, нити је постигнут неки рекорд.

## Учесници
| Мушкарци: - Suwaibou Sanneh — 100 м | Жене: - Фани Шоноби — 200 м |  |

## Резултати

### Мушкарци
| Атлетичар       | Дисциплина | Лични рекорд | Предтакмичење | Предтакмичење | Квалификације | Квалификације | Полуфинале           | Полуфинале           | Финале               | Финале       | Детаљи |
| Атлетичар       | Дисциплина | Лични рекорд | Резултат      | Место         | Резултат      | Место         | Резултат             | Место                | Резултат             | Место        | Детаљи |
| --------------- | ---------- | ------------ | ------------- | ------------- | ------------- | ------------- | -------------------- | -------------------- | -------------------- | ------------ | ------ |
| Suwaibou Sanneh | 100 м      | 10,25 НР     | слободан      | слободан      | 10,46         | 4. у гр 1     | Није се квалификовао | Није се квалификовао | Није се квалификовао | 30 / 71 (75) |        |

### Жене
| Атлетичарка | Дисциплина | Лични рекорд | Квалификације | Квалификације | Полуфинале            | Полуфинале            | Финале                | Финале       | Детаљи |
| Атлетичарка | Дисциплина | Лични рекорд | Резултат      | Место         | Резултат              | Место                 | Резултат              | Место        | Детаљи |
| ----------- | ---------- | ------------ | ------------- | ------------- | --------------------- | --------------------- | --------------------- | ------------ | ------ |
| Фани Шоноби | 200 м      | 25,11        | 25,55 ЛРС     | 8. у гр. 5    | Није се квалификовала | Није се квалификовала | Није се квалификовала | 36 / 38 (40) |        |